# Aristobrotica flavonotata
Aristobrotica flavonotata es un coleóptero de la familia Chrysomelidae. Fue descrita científicamente por primera vez en 1880 por Jacoby.